# Éric Vanneufville
Pour les articles homonymes, voir Vanneufville.
 (janvier 2019).
Éric Vanneufville, né en 1950, est historien originaire de la Flandre française, connaisseur des Pays-Bas du Sud et de la langue néerlandaise. Il a mené à bien depuis ses premières recherches doctorales des années 1970 divers travaux en ce domaine.

## Biographie
Éric Vanneufville est né en 1950, d'une famille implantée entre Flandre lilloise et Mer du Nord. Il narre depuis les années 1990 les histoires de son pays et donne des conférences.
Il est secrétaire général de la Chambre régionale des comptes d'Alsace et a par ailleurs enseigné l'histoire régionale à l'Institut catholique de Lille.
En 2015, il participe à l'émission Secrets d'Histoire consacrée à  Charlemagne, intitulée Sacré Charlemagne !, diffusée le 8 septembre 2015 sur France 2.

## Œuvres
- Histoire de Bailleul en Flandre, livret bilingue français-néerlandais, publié à compte d'auteur, 70 pages, 2e édition, monolingue français, Bailleul 1994.
- Apprenons notre histoire de Flandre, manuel didactique, 2 éditions à compte d'auteur, Lille, 1980 et Steenvoorde, 1990.
- La Flandre au fil de l'Histoire, recueil de fiches pédagogiques avec cartes et illustrations, Aire-sur-la-Lys, 1993.
- Ciel et Terre de Flandre, cassette vidéo produite par le Crédit Mutuel du Nord, primée par la Société Industrielle du Nord et le Jury du Festival d'entreprise Nord-Pas-de-Calais en 1993.
- Contes et Légendes de Flandre et de Picardie, en collaboration avec Madame Marguerite Lecat, éditions France-Empire, 1995.
- Histoire de Lille, des origines au XXe siècle, éditions France-Empire, 1997.
- Le coq et le Lion, la Belgique à la croisée des chemins, éditions France-Empire, 1998.
- Vues de la Flandre Monumentale de Dunkerque à Douai, du siècle d'or à l'an 2000, avec François Hanscotte, publié à compte d'auteur en 2001 et primé par la Renaissance Française de Nord-Pas-de-Calais la même année.
- Contes et Fables de Flandre, éditions France-Empire, 2002, primé par la Renaissance Française du Nord-Pas-de-Calais la même année.
- Contribution à Villes fortes en Nord, François Hanscotte, éditions du Huitième jour, Paris, 2003-2004.
- Une vie en Flandre, roman historique, éditions France-Empire, Paris, 2005, récompensé par le Prix du Lions Club Nord Picardie 2008.
- Histoire de Flandre le point de vue flamand, éditions Yoran embanner, 2009, 2e édition 2011.
- Pages flamandes de Moulins-Lille et Wazemmes - 1840-1940, éditions Yoran embanner, 2010.
- Le front flamand 1214-1328 - De Bouvines à Cassel, éditions Yoran embanner, 2013.
- Lille au Front d'Ypres 1914-1918 avec le géographe Arnaud Vandermeerch, publication Faculté catholique de Lille Lettres et histoire, Lille, 2014
- Bailleul au fil de l'Histoire (sous la direction d'Eric Vanneufville), publication du CHAB, Bailleul, 2015
- 59 Fables de l'Histoire de Flandre, ed. Yoran, 2017.
- Légendes de Flandre editions Yoran Embanner, 2019[4]
- L'abbé Gantois, l'histoire, ed. Yoran, 2020,  (ISBN 978-2-36747-065-8).

## Référence
1. ↑  La Voix du nord, Dunkerque : les différentes batailles de Cassel, évoquées ce mardi au casino, 21 mars 2025
2. ↑  https://musee-armee.fr/fileadmin/user_upload/Documents/Echo-du-Dome/museearmee_echodudome_17.pdf.
3. ↑  « Secrets d'Histoire - Sacré Charlemagne », sur Inatheque (consulté le 23 novembre 2020)
4. ↑  La voix du nord, 24 mars 2019, Les légendes de Flandre revivent sous la plume d’Éric Vanneufville.